# Tahani Romaissa Belabiod
Tahani Romaissa Belabiod ou Romaissa Belabiodh, née le 28 février 1991, est une athlète algérienne, spécialiste du saut en longueur, et pratiquant également le 100 mètres haies. 

## Biographie
Romaissa Belabiod s'entraîne au Groupement sportif pétrolier. 
En 2010, elle se classe seconde en saut en longueur et troisième en 100 mètres haies lors de la 8e édition du Match Méditerranée pour les juniors, à Tunis, et première en longueur lors des championnats algériens cadets-junior, avec 5,78 m, ainsi que première en saut en hauteur avec 1,56 m.
En 2011, elle est championne d'Algérie en saut en longueur avec 6,04 m.
Elle remporte une médaille d'or à Doha lors des championnats arabes d'athlétisme 2011, avec un saut de 6,07 m, ainsi qu'une médaille de bronze lors du 100 mètres haies avec un temps de 14 s 37. La même année, elle se classe 3e aux Jeux Africains, avec un saut de 6,46 m. 
En 2012, elle devient championne d'Algérie en 100 mètres haies, avec 14 s 38, et vice-championne en saut en longueur, avec 5,69 m.
Après une éclipse, elle revient à la compétition en 2014, et décroche le titre de championne d'Algérie en saut en longueur.
En juin 2015, elle établit son meilleur record personnel lors du meeting de Moulins, battant dans le même temps le record du meeting avec 6,49 m. Cette performance est toutefois insuffisante pour lui permettre de se qualifier pour les championnats du monde de Pékin, le minimum étant fixé à 6,50 m. En septembre, elle décroche l'argent aux Jeux africains, après la disqualification pour dopage de Chinaza Amadi.

## Palmarès
| Date | Compétition                     | Lieu        | Résultat | Épreuve     | Marque  |
| ---- | ------------------------------- | ----------- | -------- | ----------- | ------- |
| 2011 | Jeux africains                  | Maputo      | 3e       | Longueur    | 6,46 m  |
| 2011 | Jeux panarabes                  | Doha        | 3e       | 100 m haies | 14 s 37 |
| 2011 | Jeux panarabes                  | Doha        | 1re      | Longueur    | 6,07 m  |
| 2014 | Championnats d'Afrique          | Marrakech   | 5e       | Longueur    | 6,17 m  |
| 2015 | Championnats arabes             | Manama      | 1re      | Longueur    | 6,37 m  |
| 2015 | Jeux africains                  | Brazzaville | 2e       | Longueur    | 6,30 m  |
| 2017 | Championnats panarabes          | Radès       | 1re      | Longueur    | 6,30 m  |
| 2017 | Jeux de la solidarité islamique | Bakou       | 1er      | Longueur    | 6,33 m  |
| 2021 | Championnats panarabes          | Radès       | 3e       | Longueur    | 5,98 m  |

## Records
| Épreuve          | Performance | Lieu       | Date        |
| ---------------- | ----------- | ---------- | ----------- |
| Saut en longueur | 6.56 m      | Bratislava | 4 juin 2016 |